# Heribert Bastel
Heribert Bastel CO (* 10. Juni 1924 in Wien; † 2. April 2021 ebenda) war ein österreichischer römisch-katholischer Priester und Theologe.

## Leben
Er legte 1942 die Matura ab und ging anschließend in den Reichsarbeitsdienst. Nachdem er in die Wehrmacht eingezogen worden war, geriet er in französische Kriegsgefangenschaft. 1946 trat er ins Wiener Priesterseminar ein und wurde am 29. Juni 1951 zum Priester geweiht. Von 1951 bis 1953 war er Kaplan in Baden, 1953 bis 1957 Domvikar in St. Stephan, 1957 bis 1978 Religionsprofessor am Theresianum in Wien. 1973 folgte in Wien seine Promotion über Kardinal Pierre de Bérulle als Spiritual des französischen Karmels. Er war Gründungsmitglied der Kongregation des Oratoriums des heiligen Philipp Neri in Wien und war dort 1978 bis 1987 Pfarrer von St. Rochus. 
Seit 1951 war er engagierter Mitarbeiter der Legion Mariens und war bis ins hohe Alter ein gesuchter Exerzitienleiter. Größten Einfluss auf Bastel übte Friedrich Wessely aus, der ihn während des Theologiestudiums an der Wiener Universität in die Spiritualität des heiligen Johannes vom Kreuz und des Kardinal de Bérulle einführte. 1989 war er Gründungsmitglied des Oratoriums in Maria-Lanzendorf und 1995 bis 1999 Pfarrer der dortigen Gemeinde. Zeitweise fungierte er auch als Rektor des vom Oratorium geleiteten Collegium Sanctissimae Trinitatis in Mayerling. 1987 bis 2001 dozierte er das Fach Spirituelle Theologie an der Heiligenkreuzer Hochschule.
Bastel starb am Karfreitag, 2. April 2021 in Wien und wurde am 29. April 2021 in der Gruft der Pfarrkirche St. Rochus und Sebastian, Wien-Landstraße beigesetzt.

## Schriften (Auswahl)
- Der Kardinal Pierre de Bérulle als Spiritual des französischen Karmels (= Wiener Beiträge zur Theologie. Band 43). Wiener Dom-Verlag, Wien 1974, ISBN 3853510663, (zugleich Dissertation, Wien 1973).